# 现任世界拳击冠军列表
现任世界拳击冠军列表列举了目前主要的国际拳击机构和各大机构各重量级的冠军名单。最早在19世纪末期，就有约翰·苏利文拿到职业拳击界的世界冠军。现代第一个世界拳击冠军的头衔是由世界拳击协会（当时名为“全国拳击协会”）所颁发，他们安排了杰克·登普西与乔治斯·卡彭蒂尔之间的重量级世界冠军争霸赛。
全球目前有四个主要的职业拳击机构：世界拳击协会、 世界拳击理事会、 国际拳击联合会 和世界拳击组织。 根据上述四个组织的官方规则和条例，他们各自的排名和冠军头衔所有权都被互相承认。这些组织都拥有制裁和规范世界冠军头衔和挑战赛的事宜。美国知名拳击杂志《拳台》也从1922年开始颁发世界冠军头衔。
职业拳击冠军头衔分为十七个重量级别，每个重量级别的选手不能超过该级别的体重上限。曼尼·帕奎奥曾经拿下8个重量级别的冠军，为世界职业拳击选手最多。而克利奇科兄弟，维塔利和弗拉迪米尔统治了2011年到2013年重量级别，两人分别拿下重量级的四个世界冠军头衔。

## 现任各重量级冠军

### 重量级
。。。

### 中量级
Janibek Alimkhanuly